# Liste der Stolpersteine in der früheren Provinz Görz

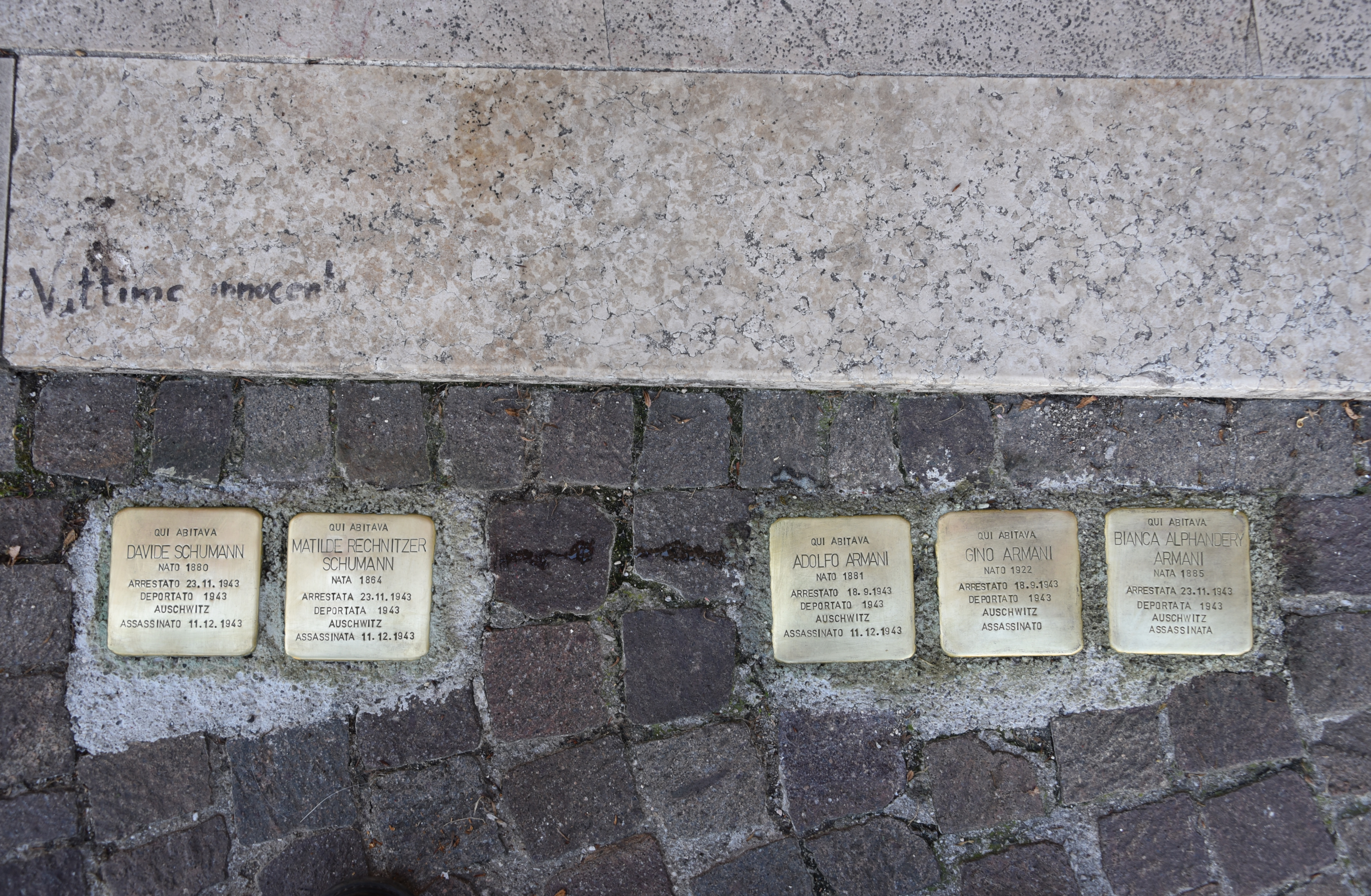
Stolpersteine in Gorizia

Die Liste der Stolpersteine in der früheren Provinz Görz enthält die Stolpersteine in der 2017 aufgelösten italienischen Provinz Görz in Friaul-Julisch Venetien, die an das Schicksal der Menschen aus dieser Region erinnern, die von den Nationalsozialisten ermordet, deportiert, vertrieben oder in den Suizid getrieben wurden. Die Stolpersteine, deren Name auf Italienisch pietre d’inciampo lautet, wurden von Gunter Demnig verlegt.
Die Stolpersteine liegen vor dem letzten selbstgewählten Wohnort des Opfers. Die ersten Verlegungen in Gorizia (deutsch Görz) erfolgten am 20. Januar 2016. Insgesamt wurden aus Gorizia 32 Personen aus rassischen Gründen vom NS-Regime verschleppt. Bislang wurden 24 Stolpersteine verlegt, der 25. Stein konnte bislang nicht verlegt werden. Das Stolperstein-Projekt von Gorizia wurde seitens der Stadtverwaltung initiiert und finanziert. Im Januar 2018 wurden weitere Stolpersteine in Doberdò del Lago und Gorizia verlegt.

## Verlegte Stolpersteine
Die Tabellen sind teilweise sortierbar; die Grundsortierung erfolgt alphabetisch nach dem Familiennamen.

### Cormons
In Cormons wurde bisher ein Stolperstein verlegt.
| Stolperstein | Übersetzung                                                                                   | Verlegeort                       | Name, Leben        |
| ------------ | --------------------------------------------------------------------------------------------- | -------------------------------- | ------------------ |
|              | HIER WOHNTE GIUSEPPE PINCHERLE GEBOREN 1879 VERHAFTET 1944 DEPORTIERT AUSCHWITZ ERMORDET 1944 | Via San Giovanni, 12 · Cormons · | Giuseppe Pincherle |

### Doberdò del Lago
In Doberdò del Lago wurden bisher 14 Stolpersteine an 13 Adressen verlegt. Die Inschriften wurden in slowenischer Sprache eingraviert.
| Stolperstein | Übersetzung                                                                                         | Verlegeort                                                                       | Name, Leben |
| ------------ | --------------------------------------------------------------------------------------------------- | -------------------------------------------------------------------------------- | --- |
|              | HIER WOHNTE JOŽEF BONETA GEBOREN 1900 DEPORTIERT NACH DACHAU ERMORDET 10.4.1945                     | Localitá Bonetti, 67 Doberdò del Lago                                            | Jožef Boneta |
|              | HIER WOHNTE STANKO DEVETAK GEBOREN 1927 VERHAFTET 30.9.1943 DEUTSCHLAND SCHICKSAL UNBEKANNT         | Via Matija Gubec, 10 Doberdò del Lago                                            | Stanko Devetak |
|              | HIER WOHNTE JOŽEF FERFOLJA GEBOREN 1902 GEFANGEN GENOMMEN DACHAU ERMORDET 29.12.1944                | Via Roma, 4 Doberdò del Lago                                                     | Jožef Ferfolja, auch Giuseppe Ferfoglia, wurde am 22. August 1902 in Doberdò del Lago geboren. Er heiratete Dora. Das Paar hatte sieben Kinder. Ferfolja war ein Partisan in der Autonomen Brigade der Division Garibaldi, die den Namen „Natisone“ trug. Er wurde am 12. Oktober 1944 verhaftet und in das KZ Dachau deportiert. Dort starb er am 29. Dezember 1944. Sein Sohn Pepi, deportiert nach Cottbus, konnte das NS-Regime überleben. |
|              | HIER WOHNTE JOŽEF FERLETIĆ GEBOREN 1908 DEPORTIERT NACH MAUTHAUSEN-EBENSEE ERMORDET 27.2.1945       | Piazza San Martino, 11 Doberdò del Lago                                          | Jožef Ferletič |
|              | HIER WOHNTE ANDREJ FRANDOLIČ GEBOREN 1899 VERHAFTET 12.10.1944 ERMORDET 1.2.1945 DACHAU             | Via Brigata Trieste 5 / Tržaški ulici 5 (Korenjavčeva hiša) · Doberdò del Lago · | Andrej Frandolič wurde 1899 in Doberdò del Lago geboren. Er war verheiratet und lebte mit seiner Frau in ihrer Familie. Sie hatten vier Kinder. Am 8. September 1943 schloss er sich den Partisanen an. Er wurde am 12. Oktober 1944 in Idria von den Deutschen gefangen genommen und dann in das Konzentrationslager Dachau deportiert. Dort wurde er am 1. Februar 1945 ermordet. |
|              | HIER WOHNTE OTON JARC GEBOREN 1928 GEFANGEN GENOMMEN LEONBERG ERMORDET 27.2.1945                    | Via Roma, 5 Doberdò del Lago                                                     | Oton Jarc |
|              | HIER WOHNTE ALOJZ JELEN GEBOREN 1904 DEPORTIERT NACH BUCHENWALD ERMORDET 24.12.1944 HALBERSTADT     | Via Brigata proletaria, 6 Doberdò del Lago                                       | Alojz Jelen |
|              | HIER WOHNTE ALOJZ LAVRENČIČ GEBOREN 1914 GEFANGEN GENOMMEN BAUMHOLDER ERMORDET 28.2.1945            | Via Brigata Trieste, 16 Doberdò del Lago                                         | Alojz Lavrenčič |
|              | HIER WOHNTE MARIO LAVRENČIČ GEBOREN 1903 GEFANGEN GENOMMEN BUCHENWALD ERMORDET 4.4.1945             | Via Gorizia, 2 Doberdò del Lago                                                  | Mario Lavrenčič |
|              | HIER WOHNTE RUDOLF LAVRENČIČ GEBOREN 1895 GEFANGEN GENOMMEN BUCHENWALD-OHRDRUF ERMORDET 6.3.1945    | Marcottini, Via Cervi, 7 Doberdò del Lago                                        | Rudolf Lavrenčič (Vater), auch Rodolfo Laurencich, wurde am 3. August 1895 in Doberdò del Lago geboren. Er heiratete und hatte sieben Kinder. war ein Partisan in der Autonomen Brigade der Division Garibaldi, die den Namen „Natisone“ trug. Er wurde gemeinsam mit seinem gleichnamigen Sohn am 12. Oktober 1944 verhaftet. Auch der Sohn war Partisan. Beide wurden am 18. Oktober 1944 in das KZ Buchenwald deportiert. Dort mussten beide Zwangsarbeit verrichten, der Vater im Arbeitslager Ohrdruf. Er starb am 6. März 1945. Auch sein Sohn wurde vom NS-Regime ermordet, im selben Monat. |
|              | HIER WOHNTE RUDOLF LAVRENČIČ GEBOREN 1924 GEFANGEN GENOMMEN BUCHENWALD ERMORDET 6.3.1945            | Marcottini, Via Cervi, 7 Doberdò del Lago                                        | Rudolf Lavrenčič (Sohn), auch Rodolfo, wurde 1924 geboren. Er wurde gemeinsam mit seinem Vater verhaftet. Beide waren Partisanen, wohnhaft in Poljane (Marcottini). Sie wurden in das KZ Buchenwald deportiert. Dort wurden beide im März 1945 ermordet. |
|              | HIER WOHNTE ANDREJ MOKOLE GEBOREN 1915 GEFANGEN GENOMMEN FLOSSENBÜRG ERMORDET 25.2.1945             | Via Brigata Trieste 39 / Tržaški ulici 39 Doberdò del Lago                       | Andrej Mokole |
|              | HIER WOHNTE MARIO PAHOR GEBOREN 1925 VERHAFTET 22.2.1944 RISIERA DI SAN SABBA SCHICKSAL UNBEKANNT   | Via Bonetti 66-70 Doberdò del Lago                                               | Mario Pahor |
|              | HIER WOHNTE BRUNO ŠULIGOJ GEBOREN 1923 VERHAFTET 22.2.1944 RISIERA DI SAN SABBA SCHICKSAL UNBEKANNT | 29 Località Palchisce Doberdò del Lago                                           | Bruno Šuligoj |

### Fogliano Redipuglia
In Fogliano Redipuglia wurden bisher sechs Stolpersteine an vier Orten verlegt.
| Stolperstein | Übersetzung | Verlegeort                                                                  | Name, Leben                  |
| ------------ | --- | --------------------------------------------------------------------------- | ---------------------------- |
|              | HIER WOHNTE AUGUSTO FONTANIN GEBOREN 1892 VERHAFTET 1944 MONFALCONE DEPORTIERT MAUTHAUSEN ERMORDET 21.4.1945 GUSEN | Via Redipuglia 36 Fogliano Redipuglia                                       | Augusto Fontanin             |
|              | HIER WOHNTE ITALO FURLAN GEBOREN 1920 VERHAFTET 25.9.1944 DEPORTIERT NEUENGAMME ERMORDET 1.2.1945                  | Via Bersaglieri, 49 Fogliano Redipuglia                                     | Italo Furlan (1920–1944)     |
|              | HIER WOHNTE SERGIO MARCUZZI GEBOREN 1927 VERHAFTET DEZ. 1944 DEPORTIERT DACHAU ERMORDET 15.3.1945                  | Via III° Armata/Via del Carso vor dem Partisanendenkmal Fogliano Redipuglia | Sergio Marcuzzi              |
|              | HIER WOHNTE ATTILIO MARIOTTI GEBOREN 1921 VERHAFTET NOV. 1944 DEPORTIERT DACHAU ERMORDET 24.11.1945                | Via III° Armata/Via del Carso vor dem Partisanendenkmal Fogliano Redipuglia | Attilio Mariotti (1921–1945) |
|              | HIER WOHNTE ARDUINO TREVISAN GEBOREN 1910 VERHAFTET DEZ. 1944 DEPORTIERT NATZWEILER ERMORDET 30.3.1945             | Via III° Armata, 112 Fogliano Redipuglia                                    | Arduino Trevisan             |
|              | HIER WOHNTE FIORENZO VISINTIN GEBOREN 1907 VERHAFTET 1944 DEPORTIERT MITTETBAU-DORA ERMORDET 30.4.1945 ILFELD      | Via Redipuglia 36 Fogliano Redipuglia                                       | Fiorenzo Visintin            |

### Gorizia
In Gorizia (deutsch Görz, slowenisch Gorica, furlanisch Gurize) wurden bisher 24 Stolpersteine an 11 Adressen verlegt.
| Stolperstein | Übersetzung | Verlegeort                                 | Name, Leben |
| ------------ | --- | ------------------------------------------ | --- |
|              | HIER WOHNTE BIANCA ALPHANDERY ARMANI GEBOREN 1885 VERHAFTET 23.11.1943 DEPORTIERT 1943 AUSCHWITZ ERMORDET                         | Via Graziadio Isaia Ascoli 25 · Gorizia ·  | Bianca Alphandery Armani wurde 1885 in Florenz geboren. Sie war die Tochter von Giuseppe Alphandary und Elisa Grego. Sie heiratete Adolfo Armani aus Görz (Gorizia). Das Paar hatte einen Sohn, Gino Armani. Sie wurde am 23. September 1943 wegen ihrer jüdischen Herkunft in Gorizia verhaftet, in der Folge gemeinsam mit Ehemann und Sohn nach Triest verschleppt und von dort am 7. Dezember 1943 ins KZ Auschwitz deportiert. Das Datum der Ankunft der Familie war der 11. Dezember 1943. Die gesamte Familie wurde Opfer der Shoah. |
|              | HIER WOHNTE ADOLFO ARMANI GEBOREN 1881 VERHAFTET 18.9.1943 DEPORTIERT 1943 AUSCHWITZ ERMORDET 11.12.1943                          | Via Graziadio Isaia Ascoli 25 · Gorizia ·  | Adolfo Umberto Armani Heischmann wurde am 23. November 1881 in Görz geboren. Er war der Sohn von Sigismondo Armani Heischmann und Carolina Bolaffio. Er heiratete Bianca Alphandary. Das Paar hatte einen Sohn, Gino Armani. Er wurde am 18. September 1943 wegen seiner jüdischen Herkunft in Gorizia verhaftet, in der Folge gemeinsam mit Frau und Sohn nach Triest verschleppt und von dort am 7. Dezember 1943 ins KZ Auschwitz deportiert. Das Datum der Ankunft der Familie war der 11. Dezember 1943. Er wurde an diesem Tag vom NS-Regime ermordet. Auch seine Frau und sein Sohn wurden Opfer der Shoah. |
|              | HIER WOHNTE GINO ARMANI GEBOREN 1922 VERHAFTET 18.9.1943 DEPORTIERT 1943 AUSCHWITZ ERMORDET                                       | Via Graziadio Isaia Ascoli 25 · Gorizia ·  | Gino Armani Heischmann wurde am 29. April 1922 in Triest geboren. Er war der Sohn von Adolfo Armani und Bianca Alphandary Armani. Er wurde am 18. September 1943 wegen seiner jüdischen Herkunft in Gorizia verhaftet, in der Folge gemeinsam mit seinen Eltern nach Triest verschleppt und von dort am 7. Dezember 1943 ins KZ Auschwitz deportiert. Das Datum der Ankunft der Familie war der 11. Dezember 1943. Alle drei wurden dort zu einem unbekannten Zeitpunkt vom NS-Regime ermordet. |
|              | HIER WOHNTE MARGHERITA GENTILLI GEBOREN 1873 VERHAFTET 23.11.1943 DEPORTIERT AUSCHWITZ ERMORDET 11.12.1943                        | Via Galilei, 4 Gorizia                     | Margherita Gentilli |
|              | HIER WOHNTE ADELE GOLDBERGER GEBOREN 1892 VERHAFTET 23.11.1943 DEPORTIERT 1943 AUSCHWITZ SCHICKSAL UNBEKANNT                      | Via del Santo, 4 Gorizia                   | Adele Goldberger, auch Ada Golberti, wurde am 18. Februar 1892 in Fiume geboren. Ihre Eltern waren Massimiliano Goldberger und Malvina Michelstaedter. Sie hatte eine ältere Schwester, Irene. Der Vater starb. Die drei Frauen waren Inhaberinnern einer Weingrosshandelsfirma. Adele Goldberger wurde zusammen mit ihrer Mutter und ihrer Schwester am 23. November 1943 verhaftet. Am 7. Dezember 1943 wurden alle drei mit dem Transport Nr. 21 von Triest ins Vernichtungslager Auschwitz deportiert. Der Transport kam dort am 11. Dezember 1943 an. Goldbergers Mutter, zu dem Zeitpunkt bereits 87 Jahre alt, überstand die Selektion nicht und wurde unmittelbar nach der Ankunft in einer Gaskammer ermordet. Adele Goldbergers weiteres Schicksal ist unbekannt, ebenfalls das ihrer Schwester Irene Goldberger. |
|              | HIER WOHNTE IRENE GOLDBERGER GEBOREN 1887 VERHAFTET 23.11.1943 DEPORTIERT 1943 AUSCHWITZ SCHICKSAL UNBEKANNT                      | Via del Santo, 4 Gorizia                   | Irene Goldberger, auch Irene Golberti, wurde am 7. Januar 1887 in Fiume geboren. Ihre Eltern waren Massimiliano Goldberger und Malvina Michelstaedter. Sie hatte eine jüngere Schwester, Adele. Der Vater starb. Die drei Frauen waren Inhaberinnern einer Weingrosshandelsfirma. Irene Goldberger wurde zusammen mit ihrer Mutter und ihrer Schwester am 23. November 1943 verhaftet. Am 7. Dezember 1943 wurden alle drei mit dem Transport Nr. 21 von Triest ins Vernichtungslager Auschwitz deportiert. Der Transport kam dort am 11. Dezember 1943 an. Goldbergers Mutter, zu dem Zeitpunkt bereits 87 Jahre alt, überstand die Selektion nicht und wurde unmittelbar nach der Ankunft in einer Gaskammer ermordet. Irene Goldbergers weiteres Schicksal ist unbekannt, ebenfalls das ihrer Schwester Adele Goldberger. |
|              | HIER WOHNTE GISELLA IACOBONI GEBOREN 1921 VERHAFTET 23.11.1943 DEPORTIERT 1943 AUSCHWITZ ERMORDET                                 | Via Graziadio Isaia Ascoli 15 · Gorizia ·  | Gisella Iacoboni wurde am 23. Mai 1921 in Triest geboren. Ihre Eltern waren Leone Iacoboni und Frieda Weissmann Iacoboni. Gemeinsam mit ihrer Mutter und ihren Geschwistern wurde sie am 23. November 1943 verhaftet und zuerst im Gefängnis von Gorizia, danach im Gefängnis von Triest inhaftiert. Am 7. Dezember 1943 wurde die Familie mit dem Transport 21T ins KZ Auschwitz verschleppt, wo sie am 11. Dezember 1943 ankamen. Sie hat die Shoah, ebenso wie ihre Mutter und ihre Schwester, nicht überlebt. |
|              | HIER WOHNTE SOFIA IACOBONI GEBOREN 1920 VERHAFTET 23.11.1943 DEPORTIERT 1943 AUSCHWITZ ERMORDET BERGEN-BELSEN                     | Via Graziadio Isaia Ascoli 15 · Gorizia ·  | Sofia Iacoboni wurde am 17. September 1920 als erstes Kind von Leone Iacoboni und Frieda Weissmann Iacoboni in Triest geboren. Sofia Iacoboni wurde gemeinsam mit ihrer Mutter und ihren Geschwistern am 23. November 1943 verhaftet und zuerst im Gefängnis von Gorizia, danach im Gefängnis von Triest gefangen gehalten. Am 7. Dezember 1943 wurde die Familie mit dem Transport 21T ins KZ Auschwitz verschleppt, wo sie am 11. Dezember 1943 ankamen. Sie hat die Shoah, ebenso wie ihre Mutter und ihre Schwester, nicht überlebt. |
|              | HIER WOHNTE EDVIGE JONA GENTILLI GEBOREN 1868 VERHAFTET 23.11.1943 DEPORTIERT AUSCHWITZ ERMORDET 11.12.1943                       | Via Galilei, 4 Gorizia                     | Edvige Jona Gentilli |
|              | HIER WOHNTE FERRUCCIO LEONI GEBOREN 1877 VERHAFTET 24.11.1943 DEPORTIERT 1943 AUSCHWITZ ERMORDET 11.12.1943                       | Via Giuseppe Mazzini 15 · Gorizia ·        | Ferruccio Leoni wurde am 16. Dezember 1877 in Padua geboren. Er war der Sohn von Marco Leoni und Vittoria Bertocco. Er war mit Marcellina Tani verheiratet. Er wurde am 24. November 1943 verhaftet und ins Gefängnis von Triest gebracht. Am 7. Dezember 1943 wurde er mit dem Transport 21T ins KZ Auschwitz verschleppt, wo er am 11. Dezember 1943 ankam. Ferruccio Leoni hat die Shoah nicht überlebt. |
|              | HIER WOHNTE ANNA PAOLA LUZZATTO GEBOREN 1864 VERHAFTET 1943 DEPORTIERT AUSCHWITZ ERMORDET 11.12.1943                              | Corso Italia 178 · Gorizia ·               | Anna Paola Luzzatto wurde am 19. Dezember 1864 in Gorizia geboren. Ihre Eltern waren Aronne Luzzatto und Eugenia geb. Liebmann. Sie wurde am 23. November 1943 in Gorizia verhaftet, war danach in den Gefängnissen von Gorizia und Triest interniert und wurde am 7. Dezember 1943 in das KZ Auschwitz deportiert. Dort wurde sie am Tag ihrer Ankunft, am 11. Dezember 1943, vergast. |
|              | HIER WOHNTE EMMA PIA MORPURGO VALOBRA GEBOREN 1866 VERHAFTET 23.11.1943 DEPORTIERT AUSCHWITZ ERMORDET 11.12.1943                  | Via Luigi Cadorna, 34 Gorizia              | Emma Pia Morpurgo Valobra |
|              | HIER WOHNTE ELISA RICHETTI LUZZATTO GEBOREN 1858 VERHAFTET 23.11.1943 DEPORTIERT 1943 AUSCHWITZ ERMORDET 11.12.1943               | Via Garibaldi 5 · Gorizia ·                | Elisa Richetti war die Tochter von Elia Vita Richetti und wurde am 5. Februar 1858 in Görz geboren. Sie heiratete Giuseppe Luzzatto. Das Ehepaar hatte zumindest zwei Kinder: Rina Sara (geboren 1884) und Iginio (1886). Am 23. November 1943 wurde sie – im Alter von 85 Jahren – gemeinsam mit Tochter und Sohn verhaftet und ins Gefängnis von Gorizia verschleppt, später in das von Triest. Am 7. Dezember 1943 erfolgte die Deportation in das KZ Auschwitz, wo Mutter, Sohn und Tochter am 11. Dezember 1943 ankamen. Der Zeitpunkt ihrer Ermordung ist unbekannt, sie haben alle drei die Shoah nicht überlebt. |
|              | HIER WOHNTE IGINIO LUZZATTO GEBOREN 1886 VERHAFTET 23.11.1943 DEPORTIERT 1943 AUSCHWITZ ERMORDET                                  | Via Garibaldi 5 · Gorizia ·                | Iginio Luzzatto wurde am 8. Juni 1886 in Görz geboren war. Er war der Sohn von Giuseppe Luzzatto und Elisa Richetti und der Bruder von Rina Sara Luzzato. Am 23. November 1943 wurde er gemeinsam mit seiner Mutter und seiner Schwester verhaftet und ins Gefängnis von Gorizia verschleppt, später in das von Triest. Am 7. Dezember 1943 erfolgte die Deportation in das KZ Auschwitz, wo Mutter, Sohn und Tochter am 11. Dezember 1943 ankamen. Der Zeitpunkt ihrer Ermordung ist unbekannt, sie haben alle drei die Shoah nicht überlebt. |
|              | HIER WOHNTE SARA LUZZATTO GEBOREN 1884 VERHAFTET 23.11.1943 DEPORTIERT 1943 AUSCHWITZ ERMORDET                                    | Via Garibaldi 5 · Gorizia ·                | Rina Sara Luzzatto war die Tochter von Giuseppe Luzzatto und Elisa Richetti. Sie wurde am 24. März 1884 in Görz geboren. Am 23. November 1943 wurde sie gemeinsam mit ihrer Mutter und ihrem Bruder Iginio verhaftet und ins Gefängnis von Gorizia verschleppt, später in das von Triest. Am 7. Dezember 1943 erfolgte die Deportation in das KZ Auschwitz, wo Mutter, Sohn und Tochter am 11. Dezember 1943 ankamen. Der Zeitpunkt ihrer Ermordung ist unbekannt, sie haben alle drei die Shoah nicht überlebt. |
|              | HIER WOHNTE EMMA LUZZATTO MICHELSTAEDTER JG. 1854 VERHAFTET 23.11.1943 DEPORTIERT 1943 AUSCHWITZ GESTORBEN WÄHREND DES TRANSPORTS | Via Garibaldi 5 · Gorizia ·                | Emma Luzzatto Michelstaedter wurde am 17. Oktober 1854 in Görz als Tochter von Cesare Luzzatto und Regina Jona geboren. Sie heiratete Alberto Michelstaedter, der ein Versicherungsbüro leitete, und hatte mit ihm vier Kinder: die Töchter Elda (1879–1944) und Paula (1885–1972) sowie die früh verstorbenen Söhne Gino (1877–1909) und Carlo Michelstaedter (1887–1910), ein Schriftsteller, Philosoph und Maler. Gino emigrierte nach New York und verübte mutmaßlich Selbstmord. Carlo erschoss sich nach einer Auseinandersetzung mit seinen Eltern am 56. Geburtstag seiner Mutter. Ihr Mann starb 1929. Am 23. November 1943 wurde Emma Michelstaedter verhaftet und ins Gefängnis von Gorizia verschleppt, später in das von Triest. Am 7. Dezember 1943 erfolgte die Deportation in das KZ Auschwitz. Emma Luzzatto Michelstaedter überlebt die Deportation nicht, bei der Ankunft des Transportes am 11. Dezember 1943 war sie bereits tot. Auch ihre Tochter Elda Michelstaedter Morpurgo überlebte die Shoah nicht, ihre Tochter Paula rettete sich durch Flucht in die Schweiz. |
|              | HIER WOHNTE ELDA MICHELSTAEDTER MORPURGO JG. 1879 VERHAFTET 1943 DEPORTIERT 1943 AUSCHWITZ ERMORDET 26.4.1944 RAVENSBRÜCK         | Largo Culiat 11 · Gorizia ·                | Elda Michelstaedter Morpurgo wurde am 2. Oktober 1879 in Gorizia als Tochter von Alberto Michelstaedter und Emma Luzzatto geboren. Sie hatte drei Geschwister, den Bruder Gino (geboren 1877), der sich 1910 wahrscheinlich das Leben nahm, den Philosophen Carlo Michelstaedter (1887–1910), der ebenfalls durch Suizid starb, und eine weitere Schwester, Paula (geboren 1885). Elda Michelstaedter heiratete den Arzt Silvio Morpurgo (geboren 1881) und engagierte sich in der Jüdischen Gemeinde von Gorizia. Das Paar blieb kinderlos und wohnte in einem repräsentativen Wohnhaus im Largo Culiat, genannt Villa Elda. Elda Michelstaedter Morpurgos Ehemann starb 1941 oder 1942. Ihre Schwester Paula war in die Schweiz geflüchtet, versuchte ihre Schwester und ihre Mutter ebenfalls zur Flucht zu bewegen, doch fühlte sich die Mutter zu alt, auch Elda Morprugo wollte das Land nicht verlassen. Am 9. November 1943 wurde die Witwe verhaftet und im Gefängnis von Gorizia inhaftiert, später im Gefängnis von Triest. Gemeinsam mit ihrer Mutter wurde sie am 7. Dezember 1943 mit dem Transport 21 in das Vernichtungslager Auschwitz deportiert. Ihre Mutter war bei der Ankunft des Transportes in Auschwitz am 11. Dezember 1943 bereits tot. Elda Michelstaedter Morpurgo selbst verlor ihr Leben am 26. Dezember 1944 im KZ Ravensbrück. Ihr Vater war bereits 1929 verstorben, ihre Schwester Paula, verheiratete Winteler, überlebte die Shoah. |
|              | HIER WOHNTE ELIO MICHELSTAEDTER GEBOREN 1871 VERHAFTET 25.3.1944 DEPORTIERT AUSCHWITZ ERMORDET                                    | Parco Basaglia/Via Vittorio Veneto         | Elio Michelstaedter |
|              | HIER WOHNTE MALVINA MICHELSTAEDTER GOLDBERGER GEBOREN 1856 VERHAFTET 23.11.1943 DEPORTIERT 1943 AUSCHWITZ ERMORDET 11.12.1943     | Via del Santo, 4 Gorizia                   | Malvina Michelstaedter Goldberger wurde am 22. September 1856 in Görz als Tochter von Elia Michelstaedter und Rosa Reggio geboren. Sie war eine Tante des Schriftstellers, Philosophen und Bildhauers Carlo Michelstaedter (1887–1910). Malvina Michelstaedter heiratete Massimiliano Goldberger, der auch den Familiennamen Golberti verwendete, die italienische Version seines Namens. Das Paar hatte zumindest zwei Töchter, Irene (1887) und Adele (1892), beide in Fiume geboren, doch in Götz aufgewachsen. Nach dem Tod ihres Ehemannes wurde Malvina Michelstaedter – gemeinsam mit ihren unverheirateten Töchtern – Inhaberin der Cantine Golberti, eines Weingroßhandels. Der Firmensitz befand sich in der Casa Bolaffio am Largo Pacassi. Die drei Frauen wohnten in der Via del Santo. Am 23. November 1944 wurde Michelstaedter zusammen mit ihren Töchtern verhaftet, zuerst in das Gefängnis in der Via Barzellini gebracht und dann in das Gefängnis von Triest überstellt. Am 7. Dezember 1943 wurden alle drei mit dem Transport Nr. 21 von Triest ins Vernichtungslager Auschwitz deportiert. Der Transport kam dort am 11. Dezember 1943 an. Malvina Michelstaedter überstand die Selektion nicht und wurde unmittelbar nach der Ankunft in einer Gaskammer ermordet. Das weitere Schicksal der Töchter ist unbekannt, sie haben aber höchstwahrscheinlich die Shoah nicht überlebt.                                                               |
|              | HIER WOHNTE AMELIA PAVIA MICHELSTAEDTER GEBOREN 1876 VERHAFTET 25.3.1944 DEPORTIERT AUSCHWITZ ERMORDET                            | Parco Basaglia/Via Vittorio Veneto Gorizia | Amelia Pavia Michelstaedter |
|              | HIER WOHNTE MATILDE RECHNITZER SCHUMANN JG. 1864 VERHAFTET 23.11.1943 DEPORTIERT 1943 AUSCHWITZ ERMORDET 11.12.1943               | Via Graziadio Isaia Ascoli 25 · Gorizia ·  | Matilde Rechnitzer Schumann wurde am 26. Oktober 1880 in Zalalövő (Ungarn) geboren. Sie war die Tochter von Anna Bruckner und Enrico Rechnitzer. Sie war mit Davide Schumann verheiratet. Das Ehepaar wurde am 23. November 1943 verhaftet und zuerst im Gefängnis von Gorizia, dann von Triest festgehalten. Am 7. Dezember 1943 erfolgte die Deportation in das KZ Auschwitz, wo beide am Tag ihrer Ankunft – am 11. Dezember 1943 – in den Gaskammern des NS-Regimes ermordet wurden. |
|              | HIER WOHNTE DAVIDE SCHUMANN JG. 1880 VERHAFTET 23.11.1943 DEPORTIERT 1943 AUSCHWITZ ERMORDET 11.12.1943                           | Via Graziadio Isaia Ascoli 25 · Gorizia ·  | Davide Schumann wurde am 5. November 1864 in Schklou geboren. Er war der Sohn von Isidoro Schumann und Sara Fleher. Er war mit Matilde Rechnitzer verheiratet. Das Ehepaar wurde am 23. November 1943 verhaftet und zuerst im Gefängnis von Gorizia, dann von Triest festgehalten. Am 7. Dezember 1943 erfolgte die Deportation in das KZ Auschwitz, wo beide am Tag ihrer Ankunft – am 11. Dezember 1943 – in den Gaskammern des NS-Regimes ermordet wurden. |
|              | HIER WOHNTE ELSA VALOBRA GEBOREN 1895 VERHAFTET 29.5.1944 DEPORTIERT AUSCHWITZ SCHICKSAL UNBEKANNT                                | Parco Basaglia/Via Vittorio Veneto Gorizia | Elsa Valobra |
|              | HIER WOHNTE FRIEDA WEISSMANN IACOBONI GEBOREN 1887 VERHAFTET 23.11.1943 DEPORTIERT 1943 AUSCHWITZ ERMORDET BERGEN-BELSEN          | Via Graziadio Isaia Ascoli 15 · Gorizia ·  | Frieda Weissmann Iacoboni wurde am 2. August 1887 in Czortkow als Tochter von Ginsberg Abramo und Gittel Weissmann geboren. Sie heiratete Leone Iacoboni und hatte mit ihm drei Kinder: Sofia, Gisella und Giacomo (* 1928, Gorizia). Frieda Weissmann Iacoboni wurde gemeinsam mit ihren drei Kindern von den Nationalsozialisten am 23. November 1943 verhaftet und zuerst im Gefängnis von Gorizia, danach im Gefängnis von Triest gefangen gehalten. Am 7. Dezember 1943 wurde die Familie mit dem Transport 21T ins KZ Auschwitz verschleppt, wo sie am 11. Dezember 1943 ankamen. Ermordet wurde sie im KZ Bergen-Belsen. Auch beide Töchter wurden ermordet. Sohn Giacomo überlebte, er wurde 1997 in Venezuela von der USC Shoah Foundation interviewt. |

Ursprünglich sollte ein weiterer Stolperstein für Chaim Felberbaum verlegt werden, jedoch wurde die Initiative seitens der Behörden gestoppt – aufgrund der Materialien, die in der Via Mameli „den Gehsteig charakterisieren“.
| Nicht verlegter Stolperstein | |                                | |
| Noch nicht verlegt           | HIER WOHNTE CHAIM FELBERBAUM GEBOREN 1871 VERHAFTET 1943 DEPORTIERT 1943 AUSCHWITZ ERMORDET 11.12.1943 | Via Goffredo Mameli, 5 Gorizia | Chaim Felberbaum, auch Giovanni bzw. Johann genannt, wurde am 3. Oktober 1871 in Tarnopol (Galizien) geboren. Er war der Sohn von Josef Felberbaum und Chana Felberbaum geb. Auerbach. Er wurde am 11. Dezember 1943 in einer Gaskammer des KZ Auschwitz ermordet. |

### Gradisca d’Isonzo
In Gradisca d’Isonzo wurden bisher vier Stolpersteine an vier Adressen verlegt.
| Stolperstein | Übersetzung                                                                                | Verlegeort                                         | Name, Leben     |
| ------------ | ------------------------------------------------------------------------------------------ | -------------------------------------------------- | --------------- |
|              | HIER WOHNTE ARRIGO MAREGA GEBOREN 1920 DEPORTIERT ERMORDET 9.1.1944                        | Via Marziano Ciotti, 8 Gradisca d’Isonzo           | Arrigo Marega   |
|              | HIER WOHNTE LUCIANO PUSSIG GEBOREN 1921 DEPORTIERT GELSENKIRCHEN ERMORDET 4.11.1944        | Via Aquileia, 74 Gradisca d’Isonzo                 | Luciano Pussig  |
|              | HIER WOHNTE AMEDEO QUARGNAL GEBOREN 1926 DEPORTIERT MAUTHAUSEN BEFREIT GESTORBEN 27.7.1945 | Via Roma, 4 Gradisca d’Isonzo                      | Amedeo Quargnal |
|              | HIER WOHNTE EUGENIO VENUTI GEBOREN 1904 DEPORTIERT ERMORDET 19.3.1945 BERGEN-BELSEN        | Piazzale dell’Unità d’Italia, 14 Gradisca d’Isonzo | Eugenio Venuti  |

### Ronchi dei Legionari
In Ronchi dei Legionari wurden zumindest 32 Stolpersteine an fünfzehn Adressen verlegt.
| Stolperstein | Übersetzung | Verlegeort                                                                    | Name, Leben                                                          |
| ------------ | --- | ----------------------------------------------------------------------------- | -------------------------------------------------------------------- |
|              | HIER WOHNTE LEDA BEVILACQUA GEBOREN 1922 VERHAFTET 25.4.1944 DEPORTIERT AUSCHWITZ GESTORBEN 28.2.1945            | Via Giuseppe Garibaldi, 79 Ronchi dei Legionari                               | Leda Bevilacqua (1922–1945)                                          |
|              | HIER WOHNTE EUFEMIA BRUMAT GEBOREN 1903 VERHAFTET 25.4.1944 DEPORTIERT AUSCHWITZ ERMORDET                        | Via XXIV Maggio 36 Ronchi dei Legionari                                       | Eufemia Brumat (1903–1944/1945)                                      |
|              | HIER WURDE VERHAFTET DOMENICO CANDOTTO GEBOREN 1886 VERHAFTET 24.5.1944 DEPORTIERT DACHAU ERMORDET 23.11.1944    | Via Redipuglia (vor der Kirche Maria Madre della Chiesa) Ronchi dei Legionari | Domenico Candotto (1886–1944)                                        |
|              | HIER WOHNTE ANGELO CENEDESE GEBOREN 1925 VERHAFTET 24.5.1944 INTERNIERT RISIERA SAN SABBA ERMORDET 21.9.1944     | Via Redipuglia (vor der Kirche Maria Madre della Chiesa) Ronchi dei Legionari | Angelo Cenedese (1925–1944)                                          |
|              | HIER WOHNTE OLIVIERO DE BIANCHI GEBOREN 1923 VERHAFTET 25.4.1944 INTERNIERT RISIERA SAN SABBA ERMORDET 23.5.1944 | Via delle Fornaci Ronchi dei Legionari                                        | Oliviero De Bianchi (1923–1944), Gedenktafel in der Via Monte Cosich |
|              | HIER WOHNTE GUGLIELMO DEIURI GEBOREN 1901 VERHAFTET 25.4.1944 DEPORTIERT DACHAU ERMORDET 16.3.1945               | Via Brigata Modena, 2 Ronchi dei Legionari                                    | Guglielmo Deiuri (1901–1945)                                         |
|              | HIER WOHNTE ANTONIO FRANZI GEBOREN 1911 VERHAFTET 25.4.1944 DEPORTIERT DACHAU ERMORDET 28.1.1945                 | Via Redipuglia (vor der Kirche Maria Madre della Chiesa) Ronchi dei Legionari | Antonio Franzi (1911–1945)                                           |
|              | HIER WOHNTE LINO FURLAN GEBOREN 1919 VERHAFTET MÄRZ 1944 DEPORTIERT MAUTHAUSEN ERMORDET 18.3.1945                | Via XXIV Maggio, 36 Ronchi dei Legionari                                      | Lino Furlan (1919–1945)                                              |
|              | HIER WOHNTE ATTILIO GAIARDO GEBOREN 1922 VERHAFTET MÄRZ 1944 DEPORTIERT BUCHENWALD ERMORDET 9.3.1945             | Via Redipuglia (vor der Kirche Maria Madre della Chiesa) Ronchi dei Legionari | Attilio Gaiardo (1922–1945)                                          |
|              | HIER WOHNTE ALDO GEPPERT GEBOREN 1912 VERHAFTET JUNI 1944 DEPORTIERT NATZWEILER-LEONBERG ERMORDET 30.3.1945      | Piazza Santo Stefano (vor der säkularisierten Kirche) Ronchi dei Legionari    | Aldo Geppert (1912–1945)                                             |
|              | HIER WOHNTE ANGELO GHERGOLET GEBOREN 1891 VERHAFTET 24.5.1944 DEPORTIERT DACHAU ERMORDET 9.3.1945                | Via Gabriele D'Annunzio 15 Ronchi dei Legionari                               | Angelo Ghergolet (1891–1945)                                         |
|              | HIER WURDE VERHAFTET ANGELO GREGORIN GEBOREN 1883 VERHAFTET 24.5.1944 DEPORTIERT DACHAU ERMORDET 15.9.1944       | Via Redipuglia (vor der Kirche Maria Madre della Chiesa) Ronchi dei Legionari | Angelo Gregorin (1883–1944)                                          |
|              | HIER WOHNTE ANNAMARIA MAGNASSI GEBOREN 1900 VERHAFTET 24.5.1944 DEPORTIERT AUSCHWITZ ERMORDET 30.11.1944         | Via XXIV Maggio 36 Ronchi dei Legionari                                       | Annamaria Magnassi (1900–1944)                                       |
|              | HIER WOHNTE FRANCESCO MANAZZONI GEBOREN 1891 VERHAFTET 24.5.1944 DEPORTIERT DACHAU ERMORDET 16.4.1944            | Via Redipuglia (vor der Kirche Maria Madre della Chiesa) Ronchi dei Legionari | Francesco Manazzoni (1891–1944)                                      |
|              | HIER WOHNTE ARMANDO MATURO GEBOREN 1908 VERHAFTET 24.5.1944 DEPORTIERT DACHAU ERMORDET 8.2.1945                  | Piazza Santo Stefano (vor der säkularisierten Kirche) Ronchi dei Legionari    | Armando Maturo (1908–1945)                                           |
|              | HIER WURDE VERHAFTET ANGELO MINIUSSI GEBOREN 1914 VERHAFTET 24.5.1944 DEPORTIERT DACHAU ERMORDET 21.3.1945       | Piazza Santo Stefano (vor der säkularisierten Kirche) Ronchi dei Legionari    | Angelo Miniussi (1914–1945)                                          |
|              | HIER WOHNTE GIOVANNI OLIVO GEBOREN 1913 VERHAFTET 1944 DEPORTIERT DACHAU GESTORBEN 14.5.1945                     | Via Redipuglia (vor der Kirche Maria Madre della Chiesa) Ronchi dei Legionari | Giovanni Olivo (1913–1945)                                           |
|              | HIER WOHNTE GIUSEPPE PACOR GEBOREN 1921 VERHAFTET 23.7.1944 DEPORTIERT MAUTHAUSEN ERMORDET 2.4.1945              | Vermegliano Ronchi dei Legionari                                              | Giuseppe Pacor (1921–1945)                                           |
|              | HIER WOHNTE LUIGI QUINTO GEBOREN 1907 VERHAFTET 25.4.1944 DEPORTIERT MAUTHAUSEN ERMORDET 25.12.1945              | Via Monte Cosich, 41 Ronchi dei Legionari                                     | Luigi Quinto (1907–1945)                                             |
|              | HIER WOHNTE IDA SERAFIN GEBOREN 1926 VERHAFTET 1.6.1944 DEPORTIERT AUSCHWITZ ERMORDET 25.8.1944                  | Via Redipuglia (vor der Kirche Maria Madre della Chiesa) Ronchi dei Legionari | Ida Serafin (1926–1944)                                              |
|              | HIER WURDE VERHAFTET ORLANDO SERAFIN GEBOREN 1921 VERHAFTET 24.5.1944 DEPORTIERT BUCHENWALD ERMORDET             | Via Redipuglia (vor der Kirche Maria Madre della Chiesa) Ronchi dei Legionari | Orlando Serafin (1921–1944/1945)                                     |
|              | HIER WOHNTE FORTUNATO SORANZIO GEBOREN 1912 VERHAFTET 25.4.1944 DEPORTIERT DACHAU ERMORDET 24.2.1945             | Piazza Santo Stefano (vor der säkularisierten Kirche) Ronchi dei Legionari    | Fortunato Soranzio (1905–1945)                                       |
|              | HIER WOHNTE ARCÙ TARDIVO GEBOREN 1921 VERHAFTET 24.5.1944 DEPORTIERT RISIERA DI SAN SABBA ERMORDET 28.6.1944     | Viale Garibaldi, 85 Ronchi dei Legionari                                      | Arcù Tardivo (1921–1944)                                             |
|              | HIER WOHNTE LUCIO TOLLOI GEBOREN 1920 VERHAFTET 25.4.1944 INTERNIERT DACHAU ERMORDET 15.4.1945                   | Via delle Fornaci (?) Ronchi dei Legionari                                    | Lucio Tolloi (1920–1945)                                             |
|              | HIER WOHNTE GUGLIELMO TOMASIN GEBOREN 1896 VERHAFTET 24.5.1944 DEPORTIERT DACHAU GESTORBEN 9.5.1945              | Via Brigata Modena, 13 Ronchi dei Legionari                                   | Guglielmo Tomasin (1896–1945)                                        |
|              | HIER WOHNTE VALDI TOMASIN GEBOREN 1929 VERHAFTET 24.5.1944 DEPORTIERT DACHAU GESTORBEN 9.5.1945                  | Via Brigata Modena, 13 Ronchi dei Legionari                                   | Valdi Tomasin (1929–1945)                                            |
|              | HIER WOHNTE ATTILIO TOSOLIN GEBOREN 1907 VERHAFTET 25.4.1944 DEPORTIERT MAUTHAUSEN ERMORDET 31.3.1945            | Piazza Santo Stefano (vor der säkularisierten Kirche) Ronchi dei Legionari    | Attilio Tosolin (1907–1945)                                          |
|              | HIER WURDE VERHAFTET MARIA TUROLO GEBOREN 1890 VERHAFTET 24.5.1944 DEPORTIERT AUSCHWITZ ERMORDET                 | Via Redipuglia (vor der Kirche Maria Madre della Chiesa) Ronchi dei Legionari | Maria Turolo (1890–1944/45)                                          |
|              | HIER WOHNTE BRUNO VIOLIN GEBOREN 1919 VERHAFTET 14.1.1945 DEPORTIERT DACHAU GESTORBEN 19.5.1945                  | Via Delle Fornaci Ronchi dei Legionari                                        | Bruno Violin (1919–1945)                                             |
|              | HIER WOHNTE GIUSEPPE ZAMAR GEBOREN 1906 VERHAFTET 24.5.1944 DEPORTIERT DACHAU ERMORDET 15.2.1945                 | Via Redipuglia (vor der Kirche Maria Madre della Chiesa) Ronchi dei Legionari | Giuseppe Zamar (1906–1945)                                           |
|              | HIER WOHNTE GIUSEPPE ZANET GEBOREN 1919 VERHAFTET 24.5.1944 DEPORTIERT DACHAU ERMORDET 15.2.1945                 | Via Redipuglia (vor der Kirche Maria Madre della Chiesa) Ronchi dei Legionari | Giuseppe Zanet (1919–1945)                                           |
|              | HIER WURDE VERHAFTET GINO ZONTA GEBOREN 1929 VERHAFTET 24.5.1944 DEPORTIERT DACHAU GESTORBEN 12.5.1945           | Piazza Santo Stefano (vor der säkularisierten Kirche) Ronchi dei Legionari    | Gino Zonta (1929–1945)                                               |
|              | HIER WURDE VERHAFTET LODOVICO ZONTA GEBOREN 1903 VERHAFTET 24.5.1944 DEPORTIERT DACHAU ERMORDET 4.11.1944        | Piazza Santo Stefano (vor der säkularisierten Kirche) Ronchi dei Legionari    | Lodovico Zonta (1903–1944)                                           |

### Sagrado
In Sagrado wurden bisher vier Stolpersteine an einer Adresse verlegt.
| Stolperstein | Übersetzung                                                                                              | Verlegeort                                  | Name, Leben                   |
| ------------ | --- | ------------------------------------------- | ----------------------------- |
|              | HIER WOHNTE GIUSEPPE AZZAN GEBOREN 1908 VERHAFTET 1944 DEPORTIERT MAUTHAUSEN ERMORDET 3.11.1944          | Dante Alighieri, 19 Vor dem Rathaus Sagrado | Giuseppe Azzan                |
|              | HIER WOHNTE MARIO BOZZI GEBOREN 1923 VERHAFTET 1944 DEPORTIERT DACHAU ERMORDET 3.4.1945                  | Dante Alighieri, 19 Vor dem Rathaus Sagrado | Mario Bozzi                   |
|              | HIER WOHNTE UBALDA MOCCHIUT GEBOREN 1909 VERHAFTET 1944 DEPORTIERT BERGEN-BELSEN ERMORDET                | Dante Alighieri, 19 Vor dem Rathaus Sagrado | Ubalda Mocchiut               |
|              | HIER WOHNTE VITTORIO POLENTARUTTI GEBOREN 1920 VERHAFTET 1944 DEPORTIERT FLOSSENBÜRG ERMORDET 12.4.1944  | Dante Alighieri, 19 Vor dem Rathaus Sagrado | Vittorio Polentarutti         |
|              | HIER WOHNTE DAVIDE ROSSIN GEBOREN 1890 VERHAFTET 15.6.1944 DEPORTIERT DACHAU ERMORDET 30.1.1945          | Via Dante Alighieri, 64 Sagrado             | Davide Rossin (1890–1945)     |
|              | HIER WOHNTE GIOVANNI VISINTIN GEBOREN 1909 VERHAFTET 13.1.1945 DEPORTIERT FLOSSENBÜRG ERMORDET 16.3.1945 | Piazza Marinai d'Italia Sagrado             | Giovanni Visintin (1909–1944) |

### Savogna d'Isonzo
In Savogna d’Isonzo wurden bisher vier Stolpersteine an vier Adressen verlegt. Alle Stolpersteine sind in slowenischer Sprache.
| Stolperstein | Übersetzung                                                                              | Verlegeort                                     | Name, Leben              |
| ------------ | ---------------------------------------------------------------------------------------- | ---------------------------------------------- | ------------------------ |
|              | HIER WOHNTE JOŽEF FERFOLJA GEBOREN 1901 DEPORTIERT 1944 BUCHENWALD ERMORDET 25.2.1945    | Via fratelli Rusjan, 34 (55?) Savogna d'Isonzo | Jožef Ferfolja           |
|              | HIER WOHNTE PETER JUREN GEBOREN 1905 DEPORTIERT 1944 DACHAU ERMORDET 8.1.1944 BUCHENWALD | via Pot na Roje 8 Peci                         | Peter Juren (1905–1945)  |
|              | HIER WOHNTE ALOJZ TOMSIČ GEBOREN 1908 ERSCHOSSEN 3.11.1944 RISIERA IN TRIEST             | Via France Bevk, 2 Savogna d'Isonzo            | Alojz Tomsič (1908–1944) |
|              | HIER WOHNTE PETER URŠIČ GEBOREN 1904 DEPORTIERT BUCHENWALD ERMORDET 7.2.1945             | Via 1° Maggio, 22 Savogna d'Isonzo             | Peter Uršič              |

### Turriaco
In Turriaco wurden bisher drei Stolpersteine an drei Adressen verlegt. 
| Stolperstein | Übersetzung | Verlegeort                        | Name, Leben                    |
| ------------ | --- | --------------------------------- | ------------------------------ |
|              | HIER WOHNTE FALIERO MARTINUZZI GEBOREN 1910 VERHAFTET 15.11.1944 DEPORTIERT MAUTHAUSEN ERMORDET 10.4.1945 GUSEN | Piazza della Libertá, 48 Turriaco | Faliero Martinuzzi (1910–1945) |
|              | HIER WOHNTE GUERRINO PERCO GEBOREN 1911 VERHAFTET 15.11.1944 DEPORTIERT MAUTHAUSEN ERMORDET 24.1.1945 GUSEN     | Viale Gramsci, 52 Turriaco        | Guerrino Perco (1911–1945)     |
|              | HIER WOHNTE EMILIO TOMASELLA GEBOREN 1910 VERHAFTET 23.5.1944 DEPORTIERT DACHAU ERMORDET 12.2.1945              | Via Dante Aligheri, 36 Turriaco   | Emilio Tomasella (1900–1945)   |

## Verlegedaten
Die Stolpersteine in Friaul-Julisch Venetien wurden von Gunter Demnig persönlich an folgenden Tagen verlegt:
- 20. Januar 2016: Gorizia (Via Garibaldi 5, Via Giuseppe Mazzini 15, Via Graziadio Isaia Ascoli 15 und 25)
- 21. Januar 2017: Gorizia (Corso Italia 178)
- 27. Januar 2017: Cormons
- 23. Januar 2018: Gorizia (Largo Culiat 11), Doberdò del Lago (Via Brigata Trieste 5)
- 28. Januar 2019: Gorizia (Via del Santo, 4), Doberdò del Lago (Marcottini, Via Cervi, 7; Via Roma, 4, vor der Kirche), Ronchi dei Legionari (Via Redipuglia [Domenico Candotto, Angelo Gregorin, Maria Turolo]; Via Brigata Modena, 13; Piazza Santo Stefano [Angelo Miniussi, Orlando Serafin, Gino Zonta, Lodovico Zonta]; Viale Garibaldi 85, Vermegliano 85)

Bedingt durch COVID-19 fanden folgende Verlegungen ohne den Künstler statt:
- Zwischen Ende Januar und Anfang Februar 2020: Ronchi dei Legionari (Via Redipuglia [Antonio Franzi, Giovanni Olivo, Giuseppe Zamar, Giuseppe Zanet]; Piazza Santo Stefano [Armando Maturo]; Via Gabriele D’Annunzio, 15; Via XXIV Maggio, 36)
- Zwischen Ende Januar und Juni 2020: Fogliano Redipuglia (Via Redipuglia, 36)
- 20. Januar 2020: Doberdo del Lago (Via Bonetti, 67; Via Brigata proletaria, 6; Piazza San Martino, 11)
- 27. Januar 2020: Gorizia (Via Galilei, 4)
- 24. Januar 2021: Ronchi dei Legionari (Piazza Santo Stefano [Fortunato Soranzio]; Via Redipuglia [Francesco Manazzoni])
- 27. Januar 2021: Doberdo del Lago (Via Bonetti, 66-70; 29 Località Palchisce; Via Brigata Trieste, 16)
- 27. Januar 2022: Doberdo del Lago (Via Gorizia, 2; Via Matija Gubec, 10; Via Roma, 5; Via Brigata  Trieste, 39), Fogliano Redipuglia (Via III° Armata), Gradisca d’Isonzo, Ronchi dei Legionari (Via Redipuglia [Angelo Cenedese, Ida Serafin]; Piazza Santo Stefano [Aldo Geppert]; Via delle Fornaci), Sagrado, Savogna d’Isonzo (Via 1° Maggio, Via fratelli Rusjan)
- 25. Januar 2023: Savogna d’Isonzo (Via France Bevk, via Pot na Roje)
- 27. Januar 2023: Fogliano Redipuglia (Via Redipuglia 36)
- 24. Mai 2023: Ronchi dei Legionari (Via Brigata Modena 2, Via Delle Fornaci, Via Redipuglia [Attilio Gaiardo])

Für den 20. Januar 2020 war die Verlegung von 13 Stolpersteinen in Fogliano Redipuglia (2) und Ronchi dei Legionari (8) geplant. Da die Stolpersteine nicht rechtzeitig einlangten, fanden nur symbolische Verlegungen mit Fotografien der Opfer statt.